# 杜氏蛙鳚
杜氏蛙鳚（学名：[Istiblennius dussumieri] 错误：{{Lang}}：文本有斜体标记（帮助）），又稱杜氏動齒鳚 ，为輻鰭魚綱鳚形目鳚科蛙鳚属的鱼类，俗名横带动齿鳚。分布于非洲东岸至太平洋中部诸岛、南至澳大利亚昆士兰、台湾岛以及西沙群岛、海南岛等，深度0至3公尺，本魚體長橢圓形，稍側扁，頭鈍短，雄魚頭頂具冠膜，雌魚無，鼻鬚及眼上鬚掌狀分支，無頸鬚，上下唇平滑，無犬齒，體側有六到七條不規則的雙暗色橫帶，背鰭前部有一個暗色斑點，背鰭和尾鰭上有暗色斑點，雌魚身上有分散的暗色斑點，雄魚的背鰭、尾鰭和臀鰭上有寬闊的暗色邊緣，背鰭硬棘12-14枚、背鰭軟條19-24枚、臀鰭硬棘2枚、臀鰭軟條21-25枚，體長可達12公分，一般生活于热带近海珊瑚礁、紅樹林附近，通常躲在洞穴，以藻類、碎屑和小型無脊椎動物為食。该物种的模式产地在Malarbar、印度。